# Synasellus hurki
Synasellus hurki is een pissebed uit de familie Asellidae. De wetenschappelijke naam van de soort is voor het eerst geldig gepubliceerd in 1995 door Henry & Guy Magniez.